# قبة سابورو
قبة سابورو (باليابانية:  札幌ドーム) هو ملعب يقع في تايوهيرا كو، سابورو، اليابان، ويستخدم أساساً لكرة القاعدة وكرة القدم. تم افتتاح قبة سابورو عام 2001 وهو يتسع لجلوس 41,484 في مباريات كرة القدم أما كحد أقصى مع المقاعد المؤقتة فيصل عددها لحوالي 53,796 متفرج. استضاف الملعب 3 مباريات خلال كأس العالم لكرة القدم 2002 وهم: ألمانيا ضد السعودية، الأرجنتين ضد إنجلترا وإيطاليا ضد إكوادور وكانت جميعها في الدور الأول.
احتضن أيضاً الحفلين الافتتاحي والختامي من بطولة العالم للتزلج الشمالي 2007. ويعتبر الملعب الرئيسي لنادي دوري الدرجة الأولى الياباني، كونسادول سابورو.

## وصلات خارجية
- (بالإنجليزية) الموقع الرسمي نسخة محفوظة 2 مايو 2020 على موقع واي باك مشين.
- (بالإنجليزية) ملاعب العالم